# Claudia Vogelgsang

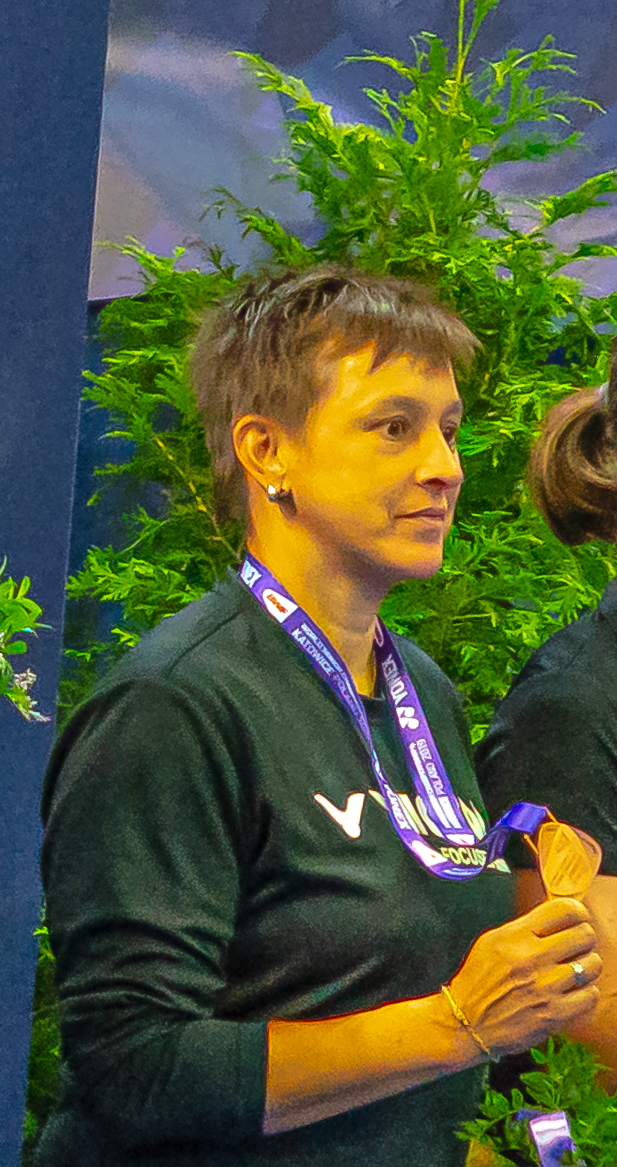
Claudia Vogelgsang (2019)

Claudia Vogelgsang (* 29. Februar 1976) ist eine deutsche Badmintonspielerin.

## Karriere
Claudia Vogelgsang gewann bis 1998 vier Nachwuchstitel in Deutschland. 2000 siegte sie dann erstmals bei den Erwachsenen bei den Bitburger Open im Damendoppel mit Xu Huaiwen. 2001 erkämpfte sie sich Bronze bei den deutschen Meisterschaften im Dameneinzel. 2007 siegte sie bei den Estonian International, 2009 bei den Croatian International und den Slovenian International.

## Sportliche Erfolge
| Saison    | Veranstaltung                          | Disziplin   | Platz | Name |
| --------- | -------------------------------------- | ----------- | ----- | --- |
| 1989/1990 | Deutsche Einzelmeisterschaft U14       | Damendoppel | 1     | Claudia Vogelgsang / Simone Hilt (VfB Friedrichshafen / SG Schorndorf) |
| 1991/1992 | Deutsche Einzelmeisterschaft U16       | Damendoppel | 1     | Claudia Vogelgsang / Simone Hilt (VfB Friedrichshafen / SG Schorndorf) |
| 1993/1994 | Deutsche Einzelmeisterschaft U18       | Damendoppel | 2     | Simone Hilt (TuS Schorndorf) / Claudia Vogelgsang (VfB Friedrichshafen) |
| 1993/1994 | Deutsche Einzelmeisterschaft U18       | Dameneinzel | 2     | Claudia Vogelgsang (VfB Friedrichshafen) |
| 1994/1995 | Südostdeutsche Einzelmeisterschaft U22 | Dameneinzel | 1     | Claudia Vogelgsang (VfB Friedrichshafen) |
| 1994/1995 | Südostdeutsche Einzelmeisterschaft     | Dameneinzel | 1     | Claudia Vogelgsang (VfB Friedrichshafen) |
| 1995/1996 | Südostdeutsche Einzelmeisterschaft     | Dameneinzel | 1     | Claudia Vogelgsang (VfB Friedrichshafen) |
| 1995/1996 | Deutsche Einzelmeisterschaft U22       | Damendoppel | 2     | Simone Hilt (SG Schorndorf) / Claudia Vogelgsang (VfB Friedrichshafen) |
| 1996/1997 | Deutsche Einzelmeisterschaft U22       | Dameneinzel | 2     | Claudia Vogelgsang (VfB Friedrichshafen) |
| 1996/1997 | Südostdeutsche Einzelmeisterschaft     | Damendoppel | 1     | Claudia Vogelgsang / Huber (VfB Friedrichshafen / SG Hemsbach) |
| 1997/1998 | Südostdeutsche Einzelmeisterschaft U22 | Dameneinzel | 1     | Claudia Vogelgsang (VfB Friedrichshafen) |
| 1997/1998 | Südostdeutsche Einzelmeisterschaft U22 | Damendoppel | 1     | Claudia Vogelgsang / Simone Hilt (VfB Friedrichshafen / SG Schorndorf) |
| 1997/1998 | Deutsche Einzelmeisterschaft U22       | Dameneinzel | 1     | Claudia Vogelgsang (VfB Friedrichshafen) |
| 2000      | Bitburger Open                         | Damendoppel | 1     | Claudia Vogelgsang / Xu Huaiwen |
| 2000/2001 | Deutsche Einzelmeisterschaft           | Dameneinzel | 3     | Claudia Vogelgsang (VfB Friedrichshafen) |
| 2000/2001 | Deutsche Mannschaftsmeisterschaft      | Mannschaft  | 2     | VfB Friedrichshafen (Niels Christian Kaldau, Xu Huaiwen, Lars Paaske, Nicol Pitro, Björn Siegemund, Claudia Vogelgsang, Ingo Kindervater, Bettina Mayer, Dennis Lens, Michael Fuchs, Peter Weinert, Falko Schmidt)    |
| 2001/2002 | Deutsche Mannschaftsmeisterschaft      | Mannschaft  | 2     | VfB Friedrichshafen (Henrik Bengtsson, Tomas Johansson, Ingo Kindervater, Lars Paaske, Michael Pongratz, Björn Siegemund, Peter Weinert, Rasmus Wengberg, Xu Huaiwen, Bettina Mayer, Nicol Pitro, Claudia Vogelgsang) |
| 2002/2003 | Deutsche Mannschaftsmeisterschaft      | Mannschaft  | 3     | VfB Friedrichshafen (Niels Christian Kaldau, Lars Paaske, Björn Siegemund, Ingo Kindervater, Dennis Lens, Michael Fuchs, Peter Weinert, Falko Schmidt, Xu Huaiwen, Nicol Pitro, Claudia Vogelgsang, Bettina Mayer)    |
| 2006/2007 | Estonian International                 | Damendoppel | 1     | Claudia Vogelgsang / Caren Hückstädt |
| 2008/2009 | Deutsche Einzelmeisterschaft           | Damendoppel | 3     | Stefanie Müller (TSV Röttenbach) / Claudia Vogelgsang (VfB Friedrichshafen) |
| 2009      | Slovenian International                | Damendoppel | 1     | Johanna Goliszewski / Claudia Vogelgsang |
| 2009      | Croatian International                 | Damendoppel | 1     | Ezgi Epice / Claudia Vogelgsang |
| 2010/2011 | Deutsche Einzelmeisterschaft           | Damendoppel | 2     | Kim Buss / Claudia Vogelgsang (TV Refrath / BC Viernheim) |